# Alejandro Lembo
Daniel Alejandro Lembo Bentancor (Montevideo, Uruguay, 15 de febrero de 1978) es un exfutbolista uruguayo que jugó como defensa central. Gran parte de su carrera, así como sus mayores logros, fueron defendiendo al Club Nacional de Football, institución para la cual se desempeñó como gerente deportivo desde el 14 de julio de 2013 al 15 de diciembre de 2018.

## Trayectoria
Alejandro Lembo comenzó su carrera en el fútbol profesional debutando en 1997 en el Club Atlético Bella Vista de Montevideo. Entre el año 2000 y el 2001 pasó al AC Parma de Italia, donde no llegó a sumar minutos. En el 2001 volvió a Uruguay para jugar por primera vez en el Club Nacional de Football, equipo del cual se convertiría en un jugador emblemático, siendo campeón de la Primera División Uruguaya en los años 2000, 2001 y 2002.
En 2003 volvió al fútbol de Europa, pasando a integrar el plantel del Real Betis Balompié de España gracias a la intermediación de su representante, el empresario uruguayo Francisco "Paco" Casal. En el club español Lembo permaneció hasta el año 2007, jugando 46 partidos y convirtiendo 1 gol, y obteniendo la Copa del Rey en el año 2005.
Entre 2007 y 2008 volvió a Uruguay para jugar en el Danubio Fútbol Club de Montevideo, para luego volver a Europa y sumarse al plantel del Aris Salónica de Grecia, donde permaneció hasta el 2009.

## Selección nacional
Alejandro Lembo debutó en la selección de Uruguay el 17 de junio de 1999 contra Paraguay. Con la celeste contabilizó un total de 38 partidos, en los que anotó 2 goles. Su último partido con la selección fue el 9 de octubre de 2004 contra la selección de Argentina.

### Participaciones en Copas del Mundo
| Mundial              | Sede                  | Resultado    |
| -------------------- | --------------------- | ------------ |
| Copa Mundial de 2002 | Corea del Sur y Japón | Primera fase |

## Clubes
| Club          | País      | Año       | Partidos | Goles |
| ------------- | --------- | --------- | -------- | ----- |
| Bella Vista   | Uruguay   | 1997-2000 | 56       | 5     |
| Nacional      | Uruguay   | 2001-2003 | 109      | 10    |
| Betis         | España    | 2003-2007 | 46       | 1     |
| Danubio       | Uruguay   | 2007-2008 | 18       | 0     |
| Aris Salónica | Grecia    | 2008-2009 | 19       | 1     |
| Nacional      | Uruguay   | 2009-2011 | 49       | 1     |
| Belgrano      | Argentina | 2011-2012 | 27       | 0     |
| Nacional      | Uruguay   | 2012-2013 | 16       | 0     |

## Palmarés

### Campeonatos nacionales
| Título                          | Club       | País    | Año     |
| ------------------------------- | ---------- | ------- | ------- |
| Primera División de Uruguay     | Nacional   | Uruguay | 2000    |
| Primera División de Uruguay (2) | Nacional   | Uruguay | 2001    |
| Primera División de Uruguay (3) | Nacional   | Uruguay | 2002    |
| Copa del Rey                    | Real Betis | España  | 2005    |
| Primera División de Uruguay (4) | Nacional   | Uruguay | 2010-11 |

### Distinciones individuales
| Distinción                             | Año  |
| -------------------------------------- | ---- |
| Incluido en el Equipo Ideal de América | 2001 |
| Incluido en el Equipo Ideal de América | 2002 |